# Alajuela (stad)
Alajuela is een stad (ciudad) en deelgemeente (distrito) in Costa Rica; ze ligt op 950 meter hoogte aan de voet van de vulkaan Poás. De stad ligt praktisch gezien vast aan de hoofdstad San José. 
Bij de volkstellingen van 1984 en 2000 telde de stad respectievelijk nog 28.500 en 32.500 inwoners, in 2016 47.300. 

## Geboren
- Daniel Colindres (1988), voetballer
- Rónald Matarrita (1994), voetballer